# 1980年の読売ジャイアンツ
1980年の読売ジャイアンツでは、1980年の読売ジャイアンツの動向をまとめる。
この年の読売ジャイアンツは、長嶋茂雄監督の6年目のシーズンである。

## 概要
年明け早々金銭トレードでロッテに放出された張本勲が「巨人は間違った方向に進んでいる」と発言、さらにヘッドコーチに就任したばかりの青田昇が週刊誌上での発言が元で辞任に追い込まれるなど波乱続きのまま開幕を迎えたチームは、いきなり開幕3連敗と躓き、その後も借金生活から抜け出せない日々が続くと7月以降は大洋・阪神とのAクラス争いに終始。投手陣は2年目の江川卓が最多勝のタイトルを獲得、定岡正二と西本聖も防御率2点台をマークするなど、チーム防御率はリーグ唯一の2点台と健闘したが、一方で打撃陣は張本の穴埋めとして現役大リーガーのロイ・ホワイトが加入し期待通りの活躍をするものの、前年18年ぶりに無冠に終わり、この年5月に40歳となった王貞治が規定打席到達者中打率リーグ最下位と低迷、10月12日に19年連続となる30号本塁打を放つもこれが現役最後の本塁打となりチーム打率もリーグで唯一2割5分を割り込み、また接戦をモノにできず1点差で負ける試合が目立つなど投打の明暗がくっきり表れた1年となった。10月19日と20日に、日本シリーズへ向けて調整モードの広島相手に連勝し、辛うじてAクラスの3位を確保したが、1リーグ時代の1944年から48年の4シーズン連続以来、2リーグ体制発足後としては初めて3年連続で優勝を逃した責任を取らされ、翌日長嶋監督は解任されて後任にOBの藤田元司が就任し、2週間後の11月4日には王も「体力の限界と自分の打撃ができなくなった」として現役引退を表明、11月23日のファン感謝デーにて高田繁と共に引退セレモニーを行った。藤田新監督のもと、引退した王は翌年から助監督に就任してチームを支えることになる。8月4日の広島戦から連続試合得点が始まり、翌1981年9月まで続いた。王とともに引退した高田は翌年からNHKの野球解説者に就任した。

## チーム成績

### レギュラーシーズン
| 1 | 中 | 柴田勲   |
| 2 | 左 | 高田繁   |
| 3 | 三 | 中畑清   |
| 4 | 一 | 王貞治   |
| 5 | 右 | ホワイト |
| 6 | 二 | シピン   |
| 7 | 遊 | 河埜和正 |
| 8 | 捕 | 山倉和博 |
| 9 | 投 | 江川卓   |

| 順位 | 4月終了時 | 4月終了時 | 5月終了時 | 5月終了時 | 6月終了時 | 6月終了時 | 7月終了時 | 7月終了時 | 8月終了時 | 8月終了時 | 9月終了時 | 9月終了時 | 最終成績 | 最終成績 |
| ---- | --------- | --------- | --------- | --------- | --------- | --------- | --------- | --------- | --------- | --------- | --------- | --------- | -------- | -------- |
| 1位  | 広島      | --        | 広島      | --        | 広島      | --        | 広島      | --        | 広島      | --        | 広島      | --        | 広島     | --       |
| 2位  | ヤクルト  | --        | ヤクルト  | 2.5       | ヤクルト  | 5.0       | ヤクルト  | 10.0      | ヤクルト  | 8.5       | ヤクルト  | 5.5       | ヤクルト | 6.5      |
| 3位  | 巨人      | 2.5       | 阪神      | 3.0       | 大洋      | 5.5       | 阪神      | 13.0      | 巨人      | 16.0      | 大洋      | 18.5      | 巨人     | 14.0     |
| 4位  | 大洋      | 3.0       | 大洋      | 3.5       | 阪神      | 8.5       | 大洋      | 14.0      | 阪神      | 17.5      | 巨人      | 19.0      | 大洋     | 16.0     |
| 5位  | 阪神      | 5.0       | 巨人      | 6.5       | 巨人      | 8.5       | 巨人      | 16.0      | 大洋      | 18.0      | 阪神      | 19.5      | 阪神     | 20.5     |
| 6位  | 中日      | 7.5       | 中日      | 11.5      | 中日      | 17.5      | 中日      | 22.0      | 中日      | 30.0      | 中日      | 30.5      | 中日     | 30.0     |

| 順位 | 球団               | 勝 | 敗 | 分 | 勝率 | 差   |
| 1位  | 広島東洋カープ     | 73 | 44 | 13 | .624 | 優勝 |
| 2位  | ヤクルトスワローズ | 68 | 52 | 10 | .567 | 6.5  |
| 3位  | 読売ジャイアンツ   | 61 | 60 | 9  | .504 | 14.0 |
| 4位  | 横浜大洋ホエールズ | 59 | 62 | 9  | .488 | 16.0 |
| 5位  | 阪神タイガース     | 54 | 66 | 10 | .450 | 20.5 |
| 6位  | 中日ドラゴンズ     | 45 | 76 | 9  | .372 | 30.0 |

## オールスターゲーム1980
| - ファン投票 王貞治 | - 監督推薦 西本聖 江川卓 |

## できごと
- 1月10日 - ヘッドコーチの青田昇が『サンデー毎日』のインタビューでの舌禍問題で謹慎3か月の処分[4]（1月18日に退団[5]）。
- 10月21日 - 長嶋茂雄の監督辞任と、藤田元司の新監督就任が発表される[6]。
- 10月22日 - コーチ・与那嶺要が辞任を表明した。
- 11月4日 - 王貞治が現役引退を発表[7]。
- 11月11日 - 藤田巨人が正式に発足。コーチングスタッフが発表される。
- 11月17日 - 高田繁が現役引退を申し出て了承される[8]。

## 表彰選手
| - 江川卓 最多勝利（16勝、初受賞） 最多奪三振（219奪三振、初受賞） | - ベストナイン 江川卓（投手、初受賞） - ダイヤモンドグラブ賞 西本聖（投手、2年連続2度目） 王貞治（一塁手、9年連続9度目） |

## ドラフト
| 順位 | 選手名     | ポジション | 所属       | 結果                     |
| ---- | ---------- | ---------- | ---------- | ------------------------ |
| 1位  | 原辰徳     | 内野手     | 東海大学   | 入団                     |
| 2位  | 駒田徳広   | 投手       | 桜井商業高 | 入団                     |
| 3位  | 小原正行   | 内野手     | 臼杵商業高 | 入団                     |
| 4位  | 瀬戸山満年 | 内野手     | 中京高     | 拒否・プリンスホテル入社 |